# Ultimate Spider-Man (jogo eletrônico)
Ultimate Spider-Man é um jogo de ação e aventura de 2005 baseado no personagem Homem-Aranha da Marvel Comics e na história em quadrinhos de mesmo nome . O jogo foi publicado pela Activision para Windows, GameCube, PlayStation 2, Xbox, Nintendo DS, Game Boy Advance . As versões para PlayStation 2, GameCube e Xbox foram desenvolvidas pela Treyarch e são drasticamente diferentes das versões portáteis, que foram desenvolvidas pela Vicarious Visions . A versão do Windows é uma porta das versões do console doméstico, desenvolvidas pela Beenox . Uma versão para celulares também foi desenvolvida e publicada pela Mforma . Uma edição limitada do jogo foi lançada para o PlayStation 2 e inclui conteúdo adicional, como um documentário de "making of" e uma entrevista com o co-criador do Homem-Aranha , Stan Lee.
Como o título anterior do Homem-Aranha da Treyarch, Homem-Aranha 2, o jogo incorpora um design de mundo aberto, permitindo aos jogadores explorar livremente representações fictícias de Manhattan e Queens quando não completam as missões principais para avançar na narrativa. Um recurso notável exclusivo deste jogo é a capacidade de jogar como Homem-Aranha e Venom, que controlam de maneira diferente e têm histórias exclusivas, que se cruzam. O enredo do jogo se passa no universo Ultimate Marvel, três meses após o arco da história de Venom dos quadrinhos Ultimate Spider-Man, e centra-se na investigação do Homem-Aranha sobre a empresa Trask Industries e sua conexão com a criação do simbionte Venom e as mortes de seus pais . Enquanto isso, Venom deve evitar as constantes tentativas de captura de Bolivar Trask, que deseja recriar as capacidades do simbionte.
Ultimate Spider-Man recebeu críticas geralmente positivas de críticos em todas as plataformas e é retrospectivamente considerado um dos melhores jogos do Homem-Aranha já feitos. Uma prequela, Spider-Man: Battle for New York, desenvolvida pela Torus Games, foi lançada em novembro de 2006 para Game Boy Advance e Nintendo DS. O próximo jogo do Homem-Aranha da Treyarch, Spider-Man 3, foi lançado em maio de 2007.

## Jogabilidade

### Console & PC Version
No Ultimate Spider-Man, o jogador pode experimentar um ambiente de cidade livre que cobre Manhattan e Queens.  Você começa no modo história, onde o jogo alterna automaticamente entre o Homem-Aranha e o Venom.  O Homem-Aranha viaja balançando a teia e ataca usando ataques acrobáticos.  Venom viaja usando seus tentáculos para se puxar e realizando saltos maciços.  Venom ataca usando suas garras e tentáculos.  Venom também pode lançar carros em alvos e realizar ataques muito mais brutais, incluindo "comer" pessoas.  No entanto, o jogador deve lançar uma teia em um prédio real para balançar, muito parecido com o jogo anterior Spider-Man 2 (videogame).
À medida que o jogo avança, Parker/Homem-Aranha e o jogador terão certos objetivos da cidade a cumprir para continuar o enredo.
Existem atividades adicionais ao longo do jogo, como encontrar tokens secretos, tokens de referência, capas de quadrinhos e competir em corridas complicadas.

### Gols da Cidade
Basicamente, um menu para o jogador verificar quantos tokens coletou e quantos combates, corridas e eventos da cidade completou.  Também informa ao jogador quais objetivos devem ser concluídos antes que a história possa continuar..

### Log de mensagens
Todas as mensagens que aparecem na tela durante o jogo aparecem aqui e podem ser acessadas por meio do menu de pausa.

### Desbloqueáveis
Este menu mostra quantas coisas o jogador desbloqueou ao interagir com outros personagens não jogáveis, fichas coletadas, pontos de referência visitados, etc. Todos os desbloqueáveis são vistos como um ponto de interrogação colorido e, uma vez desbloqueados, são substituídos por uma imagem.

### Versão do mobile
A versão Mobile Phone tem 10 níveis, cada um mais difícil que o anterior.  O jogador pode escolher jogar como Venom ou Homem-Aranha.  Venom come espectadores e derrota o Homem-Aranha, enquanto o Homem-Aranha salva os espectadores e derrota Venom.  No final, o Homem-Aranha luta contra Venom.

### Versão Game Boy Advance
A versão para Game Boy Advance de Ultimate Spider-Man é um side-scroller, dividido em sete "questões", cada uma contendo três capítulos, o jogo permite aos jogadores controlar o Homem-Aranha e Venom.  Esta versão apresenta apenas três chefes além dos dois protagonistas: Shocker, Silver Sable e Carnage (tecnicamente, existem apenas dois chefes, já que Shocker aparece apenas brevemente e você nunca luta contra ele).
Ao contrário dos jogos de console, PC ou Nintendo DS, esta versão apresenta um suprimento limitado do fluido da teia do Homem-Aranha. Ele pode ser recarregado apenas pegando marcadores especiais espalhados pelos níveis ou derrubados por inimigos.
Além disso, os jogadores podem optar por coletar power-ups ocultos para obter mais capacidade fluida da teia ou obter novos movimentos e habilidades para o Homem-Aranha e Venom.

### Versão Nintendo DS
A versão Nintendo DS de Ultimate Spider-Man é um side-scroller com um ambiente 3D.  O jogo permite aos jogadores controlar o Homem-Aranha e Venom.
A jogabilidade difere muito entre os dois personagens:
Nos níveis do Homem-Aranha, a maior parte do jogo acontece na tela superior e a tela sensível ao toque é usada apenas para selecionar ataques especiais e operar certos objetos (mover objetos pesados, abrir portas de elevador quebradas).↵Nos níveis de Venom, o jogo muda para o toque  tela, permitindo que os jogadores usem os tentáculos de Venom para lançar objetos ou inimigos, e até atacar tocando na tela.↵O jogo apresenta um enredo ligeiramente modificado, por exemplo, os jogadores enfrentarão Shocker em uma batalha estranhamente desafiadora, apesar da natureza cômica do  personagem.
O jogo também apresenta um modo multiplayer, onde os jogadores podem desbloquear diferentes personagens e arenas para uma luta frente a frente.

## Trama
O jogo começa com uma recapitulação do que aconteceu no enredo de Venom e a primeira luta de Peter Parker com Venom antes de desaparecer, que teve Peter e Venom lutando no campo de futebol da escola em uma noite chuvosa e, em seguida, a batalha se estende até o meio de uma rua onde se acredita que Venom foi morto por uma linha de energia ao vivo derrubada no ponto de vista de Peter.
Três meses depois, Peter Parker retomou sua vida normal e se esqueceu de Eddie, que está realmente vivo e tem se alimentado de pessoas aleatoriamente em um parque próximo e prova sua força em uma luta com Wolverine, dono de uma motocicleta que Venom jogou em um bar.
Depois de uma briga com uma versão.  2 do R.H.I.N.O., o Homem-Aranha obtém seu primeiro prenúncio do retorno de Eddie quando seu Sentido-Aranha sobrecarrega.  Naquela noite, Silver Sable e seu Wild Pack atacam Venom, que escapa facilmente.  Durante uma viagem de campo ao Metropolitan Museum of Art, Peter teve suas "dores de cabeça de Eddie" novamente e lutou contra seu ex-amigo no telhado.  No entanto, Venom é posteriormente capturado por Silver Sable.
Mantidos presos em uma gaiola de energia, Bolivar Trask e Adrian Toomes convencem Eddie a testar o traje para eles, pois conheciam os pais de Eddie e Peter.  Seu primeiro teste é enfrentar o recém-escapado Electro, onde eles lutam por um Homem-Aranha nocauteado na Times Square.  ESCUDO.  interfere e Venom escapa, mas ele volta para Trask, onde revela a Silver Sable que Peter Parker é o Homem-Aranha.  Ele então se transforma e é expulso pelo Wild Pack.
Enquanto isso, um mercenário da Letônia que se autodenomina o Besouro ataca Nova York libertando o Duende Verde que o Homem-Aranha derrota e perseguindo Venom para obter uma amostra do traje, mas Venom eventualmente o derrota.  Silver Sable então atira um tranquilizante em Peter Parker e tenta trazê-lo para Trask, mas Peter acorda e eles lutam acima da ponte Queensboro antes que Venom apareça e nocauteie Sable.  O Homem-Aranha e Venom lutam, mas ambos caem devido ao Homem-Aranha nocautear Eddie e o tranquilizante que Silver Sable disparou contra Peter fazer efeito.
Eddie acorda dentro da Trask Industries ao ouvir Peter gritando enquanto Toomes injetava nele sua própria amostra improvisada do Venom Suit, transformando-o em Carnificina.  Venom então absorve Carnage e cospe Peter novamente.  A combinação do Carnage Suit e as amostras restantes de Venom no sangue de Peter, Eddie acredita que agora tem controle total sobre o Suit (junto com o símbolo da aranha branca que apareceu na versão de Peter quando ele se transformou).  Trask finalmente dá a Peter os arquivos de seus pais, mas os leva enquanto tenta fugir de um Venom furioso, mas ele não sabe pilotar o helicóptero e seu contrato com Silver Sable expirou.  Venom é eventualmente derrotado, mas escapa.
Como S.H.I.E.L.D.  chegam, Peter lê os arquivos e descobre que o motivo da queda do avião de seus pais foi devido a Eddie Brock Sr. experimentar o Venom Suit a bordo.  Houve apenas 3 sobreviventes e uma das testemunhas foi a mãe de Peter que morreu na ambulância.  Eddie fica perturbado porque depois de tudo que Trask o fez fazer, tudo o que conseguiu foram 3 anos em uma prisão de campo de golfe, então ele o transforma e o mata.  Peter então confessa a Mary Jane Watson que sabe que Eddie está vivo e é um prisioneiro do Terno.

### Comparação com os quadrinhos
O jogo se passa três meses após os eventos do arco "Ultimate Venom" (Ultimate Spider-Man #33-38), e os eventos dentro do jogo sugerem que os eventos do Ultimate Six já passaram, já que o Duende Verde é encontrado em um  célula criogênica e Sandman está em um frasco.  Electro está de alguma forma livre, apesar de ter sido apreendido pela S.H.I.E.L.D.  Os outdoors de Kraven, o Caçador, podem ser vistos pela cidade, mencionados no Ultimate Six.  Eddie parece ter sobrevivido escondendo-se e ficando longe de Peter Parker, e escolhendo vítimas aleatórias para sustentar sua própria existência.
Na época o jogo saiu o ponto mais lógico para a história do jogo se passar entre os arcos Superstars e Hobgoblin.  (Entre as edições 71 e 72) Alguns meses depois, a Marvel.com anunciou o arco Silver Sable como sendo a continuação do videogame Ultimate Spider-Man.  No entanto, neste arco, não apenas nenhuma parte do jogo é reconhecida, mas Sable sequestra Flash Thompson pensando que ele é o Homem-Aranha.  No jogo, Sable sabe que Peter Parker não é apenas o Homem-Aranha, mas também o sequestra e luta contra ele sem fantasia.
O videogame Ultimate Spider-Man foi adaptado para o arco da história, "War of the Symbiotes" (Ultimate Spider-Man # 123-128).  Os eventos neste enredo acontecem em uma ordem diferente, com alguns eventos, como a transformação de Peter em Carnificina, sendo ignorados.  Pode-se concluir que o videogame agora está fora de continuidade.

## Recepção e legado
Ultimate Spider-Man recebeu críticas "geralmente positivas" e "mistas ou médias" de acordo com Agregador de resenhas Metacritic.
CiN Weekly deu uma pontuação de 88 em 100 e afirmou que "A verdadeira decepção ... é que os mestres vilões ainda podem ser extremamente frustrantes para derrotar, exigindo vários replays e ataques exaustivos de ataques altamente padronizados". The New York Times deu uma crítica de positivo a médio e disse que o jogo era "muito divertido, e a adição de Nemesis cria algumas novas situações interessantes, mas no geral não há muita variedade; você luta, você corre, você divaga  pela cidade, e então você faz tudo de novo". The Sydney Morning Herald deu três estrelas e meia em cinco e afirmou que "o combate contra capangas estúpidos pode se tornar repetitivo, mas as missões oferecem diversidade".
Legado
A premissa de fazer um jogo do Homem-Aranha no estilo de quadrinhos levou a inspirar outros jogos, como o de 2010 Spider-Man: Shattered Dimensions.

## Prequela
Spider-Man: Battle for New York, e um Jogo eletrônico de rolagem lateral beat 'em up onde os jogadores podem controlar o Homem-Aranha e o Duende Verde, foi lançado para o Game Boy Advance e Nintendo DS em 14 de novembro de 2006. O jogo utiliza a mesma engine, e também se passa no universo Ultimate Marvel, servindo como uma prequência aos eventos de Ultimate Spider-Man'

## informações Adicionais
Ultimate Spider-Man是一款基於 Brian Michael Bendis 和 Mark Bagley 的同名漫畫書的遊戲。該遊戲面向多平台發布，包括 PlayStation 2、Xbox、GameCube、Nintendo DS、Game Boy Advance 和 Microsoft Windows 以及一款手機遊戲。根據蜘蛛俠電影製作主機遊戲的 Treyarch 開發了主機遊戲，而 Vicarious Visions 開發了 Nintendo DS 和 Game Boy Advance 版本，而 Beenox 從主機移植了 Microsoft Windows 版本。
em chinês:  在風格上，它與其前身蜘蛛俠 2 的不同之處在於它採用了被稱為漫畫墨水動畫技術的技術，這是一種旨在使遊戲看起來像是一本活的漫畫書的 cel 著色形式。
遊戲的故事情節是半經典的終極蜘蛛俠漫畫。故事情節“共生者之戰”基於遊戲劇本。 - Stylistically, it differs from its predecessor, Spider-Man 2, by employing a technique known as comic ink animation, a form of cel shading designed to make the game look like a living comic book. The game's storyline is a semi-classic Ultimate Spider-Man comic. The storyline "War of the Symbiotes" is based on the game script.
1. ↑  Versões para PlayStation 2, GameCube e Nintendo DS lançadas no Japão pela Taito.

## Referencias
1. ↑  Adams, David (22 de setembro de 2005). «Spider-Man Slings Ultimate Web at Stores». IGN (em inglês). Consultado em 10 de março de 2023. Cópia arquivada em 10 de março de 2023
2. ↑  «What's New? (14 de outubro de 2005)». Eurogamer.net (em inglês). 14 de outubro de 2005. Consultado em 7 de maio de 2023. Cópia arquivada em 7 de maio de 2023
3. ↑  «Press Releases | Mobile Entertainment Products | Mobile Games | Mobile Services | Ringtones | Graphics | MFORMA Group, Inc.». 21 de fevereiro de 2006. Consultado em 7 de maio de 2023. Cópia arquivada em 21 de fevereiro de 2006
4. ↑  Hilary Goldstein (25 de setembro de 2005). «Ultimate Spider-Man: Limited Edition». IGN. Consultado em 12 de julho de 2021. Cópia arquivada em 5 de março de 2012
5. ↑  «Ultimate Spider-Man». Edge. Dezembro de 2005. p. 108
6. ↑  Coxall, Martin (19 de outubro de 2005). «Ultimate Spider-Man Review (PS2)». Eurogamer. Consultado em 21 de janeiro de 2014. Cópia arquivada em 1 de fevereiro de 2014
7. ↑  Zoss, Jeremy (novembro de 2005). «Ultimate Spider-Man». Game Informer (151). p. 142. Consultado em 21 de janeiro de 2014. Cópia arquivada em 2 de agosto de 2008
8. ↑  Bones (5 de outubro de 2005). «Ultimate Spider-Man». GamePro. Consultado em 17 de janeiro de 2009. Cópia arquivada em 7 de junho de 2011
9. ↑  Dodson, Joe (10 de outubro de 2005). «Ultimate Spider-Man Review». Game Revolution. Consultado em 21 de janeiro de 2014. Cópia arquivada em 2 de fevereiro de 2014
10. ↑  Navarro, Alex (26 de setembro de 2005). «Ultimate Spider-Man Review». GameSpot. Consultado em 21 de janeiro de 2014. Cópia arquivada em 7 de novembro de 2017
11. ↑  Navarro, Alex (30 de setembro de 2005). «Ultimate Spider-Man Review (PC)». GameSpot. Consultado em 21 de janeiro de 2014. Cópia arquivada em 27 de março de 2014
12. ↑  Vasconcellos, Eduardo (23 de setembro de 2005). «Ultimate Spider-Man». GameSpy. Consultado em 21 de janeiro de 2014. Cópia arquivada em 2 de fevereiro de 2014
13. ↑  Rausch, Allen "Delsyn" (11 de outubro de 2005). «Ultimate Spider-Man (PC)». GameSpy. Consultado em 21 de janeiro de 2014. Cópia arquivada em 2 de fevereiro de 2014
14. ↑  «Ultimate Spider-Man, Review». GameTrailers. 30 de setembro de 2005. Consultado em 21 de janeiro de 2014. Cópia arquivada em 2 de fevereiro de 2014
15. ↑  Knutson, Michael (11 de outubro de 2005). «Ultimate Spider-man – PS2 – Review». GameZone. Consultado em 21 de janeiro de 2014. Cópia arquivada em 4 de fevereiro de 2008
16. ↑  Lafferty, Michael (19 de setembro de 2005). «Ultimate Spider-man – NDS – Review». GameZone. Consultado em 21 de janeiro de 2014. Cópia arquivada em 5 de novembro de 2008
17. ↑  Aceinet (10 de outubro de 2005). «Ultimate Spider-man – GC – Review». GameZone. Consultado em 21 de janeiro de 2014. Cópia arquivada em 30 de outubro de 2008
18. ↑  Grabowski, Dakota (12 de outubro de 2005). «Ultimate Spider-man – PC – Review». GameZone. Consultado em 21 de janeiro de 2014. Cópia arquivada em 5 de outubro de 2008
19. ↑  Wrentmore, John (11 de outubro de 2005). «Ultimate Spider-man – XB – Review». GameZone. Consultado em 21 de janeiro de 2014. Cópia arquivada em 24 de maio de 2009
20. ↑  Goldstein, Hilary (30 de setembro de 2005). «Ultimate Spider-Man». IGN. Consultado em 21 de janeiro de 2014. Cópia arquivada em 23 de fevereiro de 2014
21. ↑  Goldstein, Hilary (27 de setembro de 2005). «Ultimate Spider-Man: Limited Edition (PS2)». IGN. Consultado em 21 de janeiro de 2014. Cópia arquivada em 23 de fevereiro de 2014
22. ↑  Harris, Craig (20 de setembro de 2005). «Ultimate Spider-Man (NDS)». IGN. Consultado em 21 de janeiro de 2014. Cópia arquivada em 23 de fevereiro de 2014
23. ↑  «Ultimate Spider-Man (GC)». Nintendo Power. 199. Dezembro de 2005. p. 108
24. ↑  «Ultimate Spider-Man (DS)». Nintendo Power. 199. Dezembro de 2005. p. 121
25. ↑  «Ultimate Spider-Man (GBA)». Nintendo Power. 199. Dezembro de 2005. p. 111
26. ↑  «Ultimate Spider-Man». Official U.S. PlayStation Magazine. Dezembro de 2005. p. 109
27. ↑  «Ultimate Spider-Man». Official Xbox Magazine. Dezembro de 2005. p. 100
28. ↑  «Ultimate Spider-Man». PC Gamer: 78. 25 de dezembro de 2005
29. 1 2  «Ultimate Spider-Man for DS Reviews». Metacritic. Consultado em 11 de maio de 2013. Cópia arquivada em 28 de dezembro de 2012
30. 1 2  «Ultimate Spider-Man for Game Boy Advance Reviews». Metacritic. Consultado em 11 de maio de 2013. Cópia arquivada em 7 de maio de 2013
31. 1 2  «Ultimate Spider-Man for GameCube Reviews». Metacritic. Consultado em 11 de maio de 2013. Cópia arquivada em 29 de abril de 2013
32. 1 2  «Ultimate Spider-Man for PC Reviews». Metacritic. Consultado em 11 de maio de 2013. Cópia arquivada em 9 de julho de 2013
33. 1 2  «Ultimate Spider-Man for PlayStation 2 Reviews». Metacritic. Consultado em 11 de maio de 2013. Cópia arquivada em 25 de maio de 2013
34. 1 2  «Ultimate Spider-Man for Xbox Reviews». Metacritic. Consultado em 11 de maio de 2013. Cópia arquivada em 29 de abril de 2013
35. ↑  Hruschak, PJ (2 de novembro de 2005). «Um kapow duplo da Marvel». CiN Weekly. Consultado em 21 de janeiro de 2014. Cópia arquivada em 8 de março de 2006
36. ↑  Herold, Charles (15 de outubro de 2005). «Lutando contra problemas em ambos os lados da lei». The New York Times. Consultado em 21 de janeiro de 2014
37. ↑  Hill, Jason (13 de outubro de 2005). «Alcaparra do super-herói». The Sydney Morning Herald. Consultado em 21 de janeiro de 2014. Cópia arquivada em 24 de setembro de 2015